# Jufwas Anders Ersson

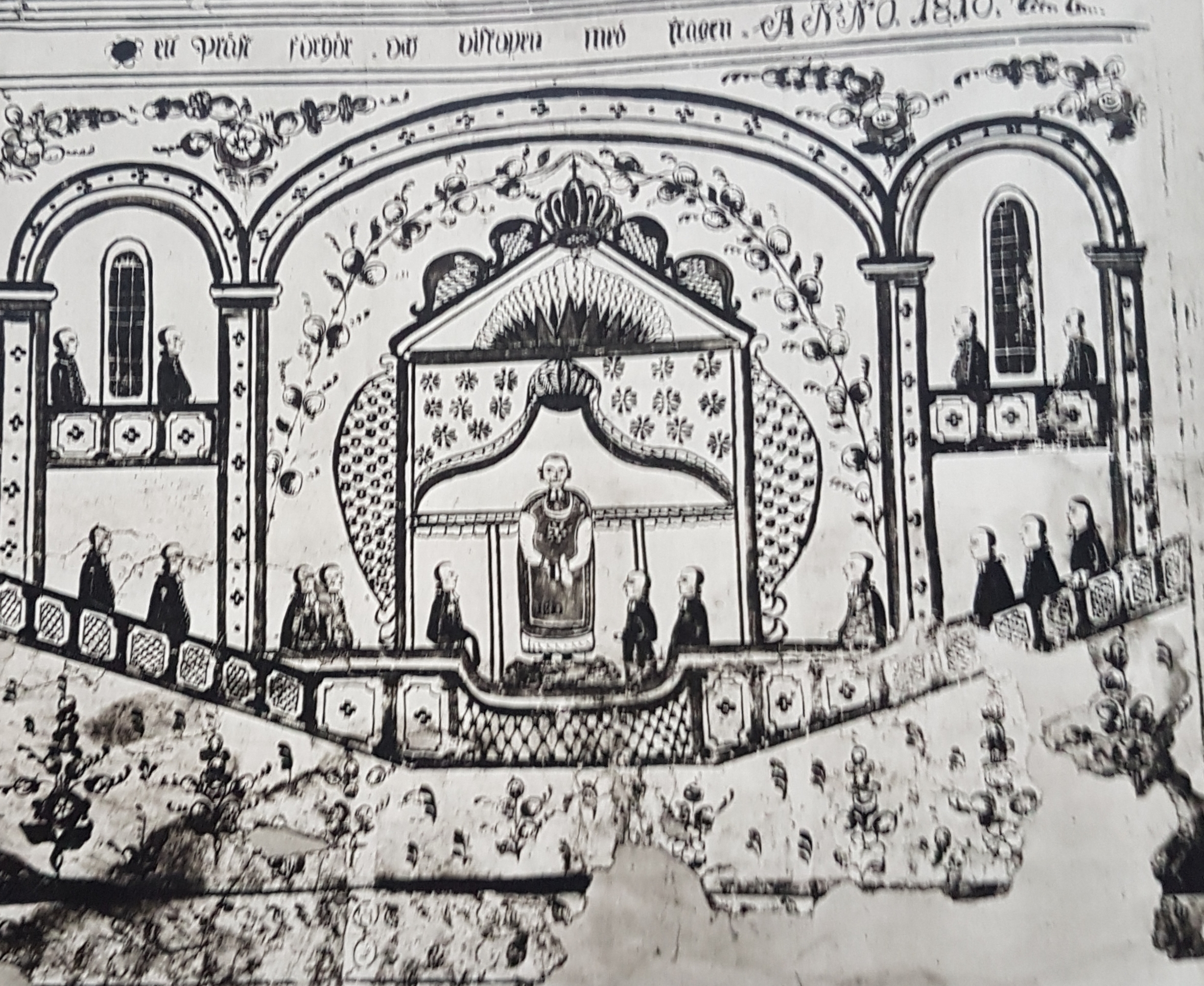

Jufwas Anders Ersson, född 1757 i Hälla by och död 1834 i Ullvi är en av de tidigaste kända dalmålarna, och Ullviskolans lärofader. Juvas Anders föddes i Hälla men kom genom giftermål till Juvasgården i Ullvi. 
Han var byskollärare och fungerade en tid som byuppsyningsman.